# Masuma al-Mubarak
Masuma al-Mubarak (ar. معصومة المبارك) (ur. 1947) – kuwejcki polityk, w latach 2005–2007 minister zdrowia Kuwejtu, od 2009 roku deputowana Zgromadzenia Narodowego Kuwejtu.
Wykształcenie zdobyła w Stanach Zjednoczonych, gdzie ukończyła studia wyższe na dwóch kierunkach oraz zdobyła doktorat Uniwersytetu w Denver. Od 1982 roku wykładała nauki polityczne na Uniwersytecie Kuwejckim.
W 2005 roku została pierwszą kobietą-ministrem w rządzie Kuwejtu. W 2007 roku podała się do dymisji po pożarze w szpitalu w Al-Dżahra. W wyborach parlamentarnych 2009 roku zdobyła, wraz z trzema innymi kobietami, mandat parlamentarny, przez co stała się również jedną z pierwszych kobiet w historii tego parlamentu.